# The Last Girl on Earth Tour
The Last Girl on Earth fue la gira promocional de la cantante barbadense Rihanna de su álbum Rated R. Tuvo su inicio en Europa y terminó en Australia. Fue anunciada por MTV News en diciembre de 2009. Pixie Lott, Tinchy Stryder y Tinie Tempah fueron los teloneros en los conciertos en Europa, mientras que Ke$ha abrió los de América del Norte. La gira contó con treinta espectáculos en Europa, uno en Asia, treinta y uno en Norteamérica y seis en Australia, dando un total de sesenta y ocho conciertos.

## Antecedentes
En una entrevista con Entertainment Tonight, Rihanna explica el título de la gira. Ella declaró: "Me gusta pensar en mí misma como "The Last Girl On Earth", porque a veces las personas toman decisiones basadas en las perspectivas de los demás y, ya sabes, para mí, mi vida es mi vida. Es mi mundo, y yo voy a vivir de la manera que quiero. Así es como pienso en todo, de esa manera, estoy concentrada en mí, y mi trabajo. Es un espacio muy estrecho, un foco". 
La gira fue anunciada oficialmente el 9 de diciembre de 2009, en el set del video musical de "Hard". Ella también ha anunciado algunas fechas para la gira europea en su sitio web oficial. El cantante y compositor Pixie Lott fue seleccionado para el acto de apertura en Reino Unido, junto con el último minuto de adición Tinchy Stryder y Tempah Tinie. En una entrevista con MTV, dijo, "Hemos estado viniendo ... con diferentes ideas y cosas interesantes que podemos hacer. Cosas que nunca hemos visto antes, las cosas atrevidas - pero ahora es cuando realmente comienza con el ensayo y nos metemos en el meollo de la cuestión y los detalles de todo al describir la vibración de la gira como "audaz".
Durante los ensayos para la gira, Rihanna también tomó clases de batería de Travis Barker. Esta práctica fue utilizada más adelante durante su portada de "The Glamorous Life", originalmente interpretada por Sheila E. En abril de 2010, las fechas de América del Norte fueron anunciadas. Aunque Nicki Minaj estaba prevista inicialmente como una apertura acto, se retiró de la gira para continuar trabajando en su álbum debut.
En marzo de 2010, los periódicos israelíes informaron que Rihanna jugaría una fecha en el Estadio Bloomfield, en Tel Aviv el 30 de mayo de 2010. El concierto fue patrocinado por Orange RockCorps. Esta organización permite a aquellos que hacen voluntariado en su comunidad durante al menos cuatro horas para asistir al concierto sin costo alguno. Más tarde se anunció que Rihanna se uniría a los voluntarios antes del concierto para hacer el trabajo local en la comunidad.

## Desarrollo
En una entrevista con AOL, Rihanna reveló que los fanes deben esperar una gran mejora en comparación con sus giras anteriores. Ella comentó: "nunca he hecho un viaje a esta capacidad. La producción es increíble y el vestuario, simplemente lo llevó a un nivel completamente nuevo. Visual y musicalmente va a ser un gran paso de último tiempo. Acabamos de seguir creciendo, y esta vez se trata de una producción masiva que no puedo esperar."

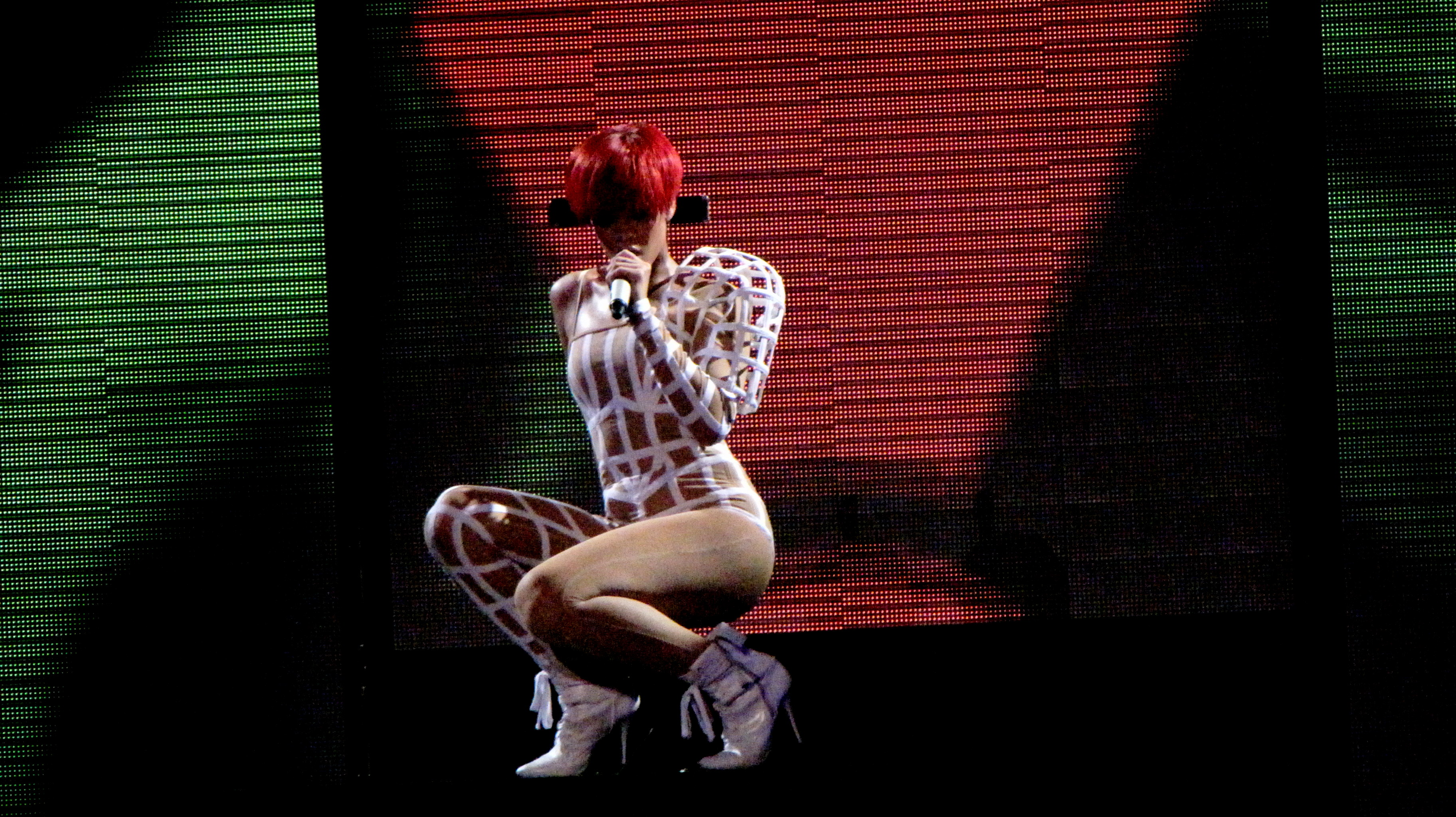
Rihanna en The Last Girl On Earth Tour.

El tour está dirigido por Jamie King, quien anteriormente ha trabajado con Madonna, Britney Spears y Avril Lavigne. Tina Landon, quien ha trabajado con Janet Jackson, será la coreógrafa. El director creativo de la gira es Simon Henwood que también era el director creativo de su álbum. Henwood explicó: "he hablado ampliamente durante meses antes del lanzamiento del álbum, y miró a todos los aspectos de la campaña, a partir de estilo a la etapa ideas y visuales. Hay una gran historia que se desarrollará a través de la campaña, y finalmente revelar en la gira, en parte inspirado por la película. The Omega Man y por supuesto de las ideas de las canciones así como visiones personales de Rihanna."
El guitarrista de Extreme, Nuno Bettencourt, firmó un contrato para llevar la banda. Bettencourt explicó que "los ensayos han sido mejor de lo que se esperaba porque ella también tiene la banda más increíble, y me sale el privilegio de añadir a su muro de sonido. Va a ser divertido".

## Actos de apertura
- Vita
- Pixie Lott
- Tinchy Stryder
- Tinie Tempah
- Houston Project
- Vegas
- Ke$ha
- Travie McCoy

## Lista de canciones
| Europa/Asia |
| --- |
| 1. "Mad House" (Video Introduction) 2. "Russian Roulette"(solo en algunas fechas) 3. "Hard" 4. "Shut Up and Drive" 5. "Fire Bomb" 6. "Disturbia" 7. "Welcome to Rihanna’s World " (Video Interludio) (contiene elementos de "Question Existing") 8. "Rockstar 101" 9. "Rude Boy" 10. "Wonderwall"(solo en algunas fechas) 11. "Hate That I Love You" 12. "Rehab" 13. "Can You Hear Us? " (Video interlude) (contiene extractos de "Photographs") 14. "Unfaithful" 15. "Stupid in Love" 16. "Te Amo" 17. "Photographs"(solo en algunas fechas) 18. "Untitled III" (Video interlude) (contiene extractos de "Pon De Replay" y "Don't Stop the Music") 19. "Don't Stop the Music" 20. "Breakin' Dishes" 21. "The Glamorous Life" 22. "Let Me" 23. "SOS" 24. "Take a Bow" 25. "Rihanna Rebuilt" (Video interludio) (contiene extractos de "SOS", "Disturbia" y "Unfaithful") Encore # Medley: 1. 1. "Wait Your Turn" 2. "Live Your Life" 3. "Run This Town" 2. "Umbrella" |

| América del Norte |
| --- |
| 1. "Mad House" (introducción) 2. "Russian Roulette" 3. "Hard" 4. "Shut Up and Drive" 5. "Fire Bomb" 6. "Disturbia" 7. "Untitled I" (video interludio) 8. "Rockstar 101" 9. "Rude Boy" 10. "Kisses Don't Lie 11. Medley: 1. "Love the Way You Lie" 2. "Airplanes" 3. "Hate That I Love You" 12. "Rehab" 13. "Untitled II" (Video interludio) (contiene elementos de "Photographs") 14. "Unfaithful" 15. "Stupid in Love" 16. "Te Amo" 17. "Untitled III" (Video interludio) (contiene elementos de "Pon De Replay" y "Don't Stop the Music") 18. "Don't Stop the Music" 19. "Breakin' Dishes" 20. "The Glamorous Life" 21. "Let Me" 22. "SOS" 23. "Take a Bow" 24. "Untitled IV" (Video interludio) (contiene extractos de "SOS", "Disturbia" y "Unfaithful") Encore 1. Medley: 1. "Wait Your Turn" 2. "Live Your Life" 3. "Run This Town" 2. "Umbrella" |

| Australia |
| --- |
| 1. "Mad House" (Introducción) 2. "Only Girl (In the World)" 3. "Hard" 4. "Shut Up and Drive" 5. "Fire Bomb" 6. "Disturbia" 7. "Untitled I" (Video interludio) 8. "Rockstar 101" 9. "S&M" 10. "Rude Boy" 11. "Hate That I Love You" 12. "Love the Way You Lie (Part II)" 13. "Untitled II" (Video interludio) (contiene elementos de "Photographs") 14. "Unfaithful" 15. "Te Amo" 16. "What's My Name?" 17. "Untitled III" (Video interlude) (contiene elementos de "Pon De Replay" y "Don't Stop the Music") 18. "Don't Stop the Music" 19. "Breakin' Dishes" 20. "Let Me" 21. "SOS" 22. "Take a Bow" 23. "Untitled IV" (Video interlude) (contains excerpts from "SOS", "Disturbia" and "Unfaithful") - Encore 1. Medley: 1. "Wait Your Turn" 2. "Live Your Life" 3. "Run This Town" 2. "Umbrella" |

## Fechas
| Día                   | Ciudad                      | País           | Lugar                                |
| --------------------- | --------------------------- | -------------- | ------------------------------------ |
| Europa                |                             |                |                                      |
| 16 de abril de 2010   | Amberes                     | Bélgica        | Sportpaleis                          |
| 17 de abril de 2010   | Arnhem                      | Países Bajos   | Gelredome                            |
| 19 de abril de 2010   | Zúrich                      | Suiza          | Hallenstadion                        |
| 20 de abril de 2010   | Lyon                        | Francia        | Halle Tony Garnier                   |
| 21 de abril de 2010   | Marsella                    | Francia        | Le Dôme de Marseille                 |
| 23 de abril de 2010   | Fráncfort del Meno          | Alemania       | Festhalle                            |
| 25 de abril de 2010   | Oberhausen                  | Alemania       | König Pilsener Arena                 |
| 27 de abril de 2010   | Ginebra                     | Suiza          | SEG Geneva Arena                     |
| 28 de abril de 2010   | París                       | Francia        | Palais Omnisports de Paris-Bercy     |
| 1 de mayo de 2010     | Hamburgo                    | Alemania       | O2 World Hamburg                     |
| 2 de mayo de 2010     | Berlín                      | Alemania       | O2 World                             |
| 4 de mayo de 2010     | Esch-sur-Alzette            | Luxemburgo     | Rockhal                              |
| 7 de mayo de 2010     | Birmingham                  | Inglaterra     | National Exhibition Centre #LG Arena |
| 8 de mayo de 2010     | Liverpool                   | Inglaterra     | Liverpool Echo Arena                 |
| 10 de mayo de 2010    | Londres                     | Inglaterra     | The O2 Arena                         |
| 11 de mayo de 2010    | Londres                     | Inglaterra     | The O2 Arena                         |
| 13 de mayo de 2010    | Sheffield                   | Inglaterra     | Arena Sheffield                      |
| 14 de mayo de 2010    | Nottingham                  | Inglaterra     | National Ice Centre                  |
| 16 de mayo de 2010    | Mánchester                  | Inglaterra     | Manchester Evening News Arena        |
| 17 de mayo de 2010    | Newcastle                   | Inglaterra     | Arena Metro Metro                    |
| 19 de mayo de 2010    | Glasgow                     | Inglaterra     | The Hydro                            |
| 20 de mayo de 2010    | Glasgow                     | Inglaterra     | The Hydro                            |
| 22 de mayo de 2010    | Dublín                      | Irlanda        | The O2 (Dublin)                      |
| 23 de mayo de 2010    | Bangor                      | Gales          | Vaynol Estate                        |
| 24 de mayo de 2010    | Belfast                     | Irlanda        | Arena Odyssey                        |
| 26 de mayo de 2010    | Dublín                      | Irlanda        | The O2                               |
| Asia                  |                             |                |                                      |
| 30 de mayo de 2010    | Tel Aviv                    | Israel         | Bloomfield Stadium                   |
| Europa                |                             |                |                                      |
| 1 de junio de 2010    | Atenas                      | Grecia         | Karaiskakis Stadium                  |
| 3 de junio de 2010    | Estambul                    | Turquía        | Turkcell Kuruçeşme Arena             |
| 5 de junio de 2010    | Madrid                      | España         | Arganda del Rey                      |
| 6 de junio de 2010    | Londres                     | Inglaterra     | Estadio de Wembley                   |
| América del Norte     |                             |                |                                      |
| 2 de julio de 2010    | Auburn                      | Estados Unidos | White River Amphitheatre             |
| 4 de julio de 2010    | Vancouver                   | Canadá         | General Motors Place                 |
| 6 de julio de 2010    | Calgary                     | Canadá         | Pengrowth Saddledome                 |
| 9 de julio de 2010    | Sacramento                  | Estados Unidos | ARCO Arena                           |
| 10 de julio de 2010   | Mountain View               | Estados Unidos | Shoreline Amphitheatre               |
| 12 de julio de 2010   | Salt Lake City              | Estados Unidos | USANA Amphitheatre                   |
| 14 de julio de 2010   | Albuquerque                 | Estados Unidos | Journal Pavilion                     |
| 15 de julio de 2010   | Greenwood Village, Colorado | Estados Unidos | Comfort Dental Amphitheatre          |
| 17 de julio de 2010   | Las Vegas                   | Estados Unidos | Mandalay Bay Events Center           |
| 18 de julio de 2010   | Anaheim                     | Estados Unidos | Honda Center                         |
| 21 de julio de 2010   | Los Ángeles                 | Estados Unidos | Staples Center                       |
| 22 de julio de 2010   | Phoenix                     | Estados Unidos | Cricket Wireless Pavilion            |
| 24 de julio de 2010   | Laredo                      | Estados Unidos | Laredo Energy Arena                  |
| 25 de julio de 2010   | San Antonio                 | Estados Unidos | AT&T Center                          |
| 28 de julio de 2010   | Atlanta                     | Estados Unidos | Philips Arena                        |
| 30 de julio de 2010   | Tampa                       | Estados Unidos | Ford Amphitheatre                    |
| 31 de julio de 2010   | Miami                       | Estados Unidos | American Airlines Arena              |
| 3 de agosto de 2010   | Noblesville                 | Estados Unidos | Verizon Wireless Music Center        |
| 5 de agosto de 2010   | Toronto                     | Canadá         | Molson Amphitheatre                  |
| 7 de agosto de 2010   | Montreal                    | Canadá         | Bell Centre                          |
| 8 de agosto de 2010   | Mansfield, Massachusetts    | Estados Unidos | Comcast Center                       |
| 11 de agosto de 2010  | Uncasville                  | Estados Unidos | Mohegan Sun Arena                    |
| 12 de agosto de 2010  | Nueva York                  | Estados Unidos | Madison Square Garden                |
| 14 de agosto de 2010  | Atlantic City               | Estados Unidos | Borgata Events Center                |
| 15 de agosto de 2010  | Wantagh                     | Estados Unidos | Nikon at Jones Beach Theater         |
| 18 de agosto de 2010  | Camden                      | Estados Unidos | Susquehanna Bank Center              |
| 20 de agosto de 2010  | Bristow, Virginia           | Estados Unidos | Jiffy Lube Live                      |
| 21 de agosto de 2010  | Hershey                     | Estados Unidos | Star Pavilion                        |
| 22 de agosto de 2010  | Clarkston, Míchigan         | Estados Unidos | DTE Energy Music Theatre             |
| 25 de agosto de 2010  | Chicago                     | Estados Unidos | United Center                        |
| 28 de agosto de 2010  | Syracuse                    | Estados Unidos | Great New York State Fair            |
| Australia             |                             |                |                                      |
| 25 de febrero de 2011 | Brisbane                    | Australia      | Entertainment Centre                 |
| 28 de febrero de 2011 | Newcastle                   | Australia      | Entertainment Centre                 |
| 4 de marzo de 2011    | Sídney                      | Australia      | Acer Arena                           |
| 7 de marzo de 2011    | Melbourne                   | Australia      | Rod Laver Arena                      |
| 10 de marzo de 2011   | Adelaida                    | Australia      | Entertainment Centre                 |
| 12 de marzo de 2011   | Perth                       | Australia      | Burswood Dome                        |